# Bastion Braunschweig

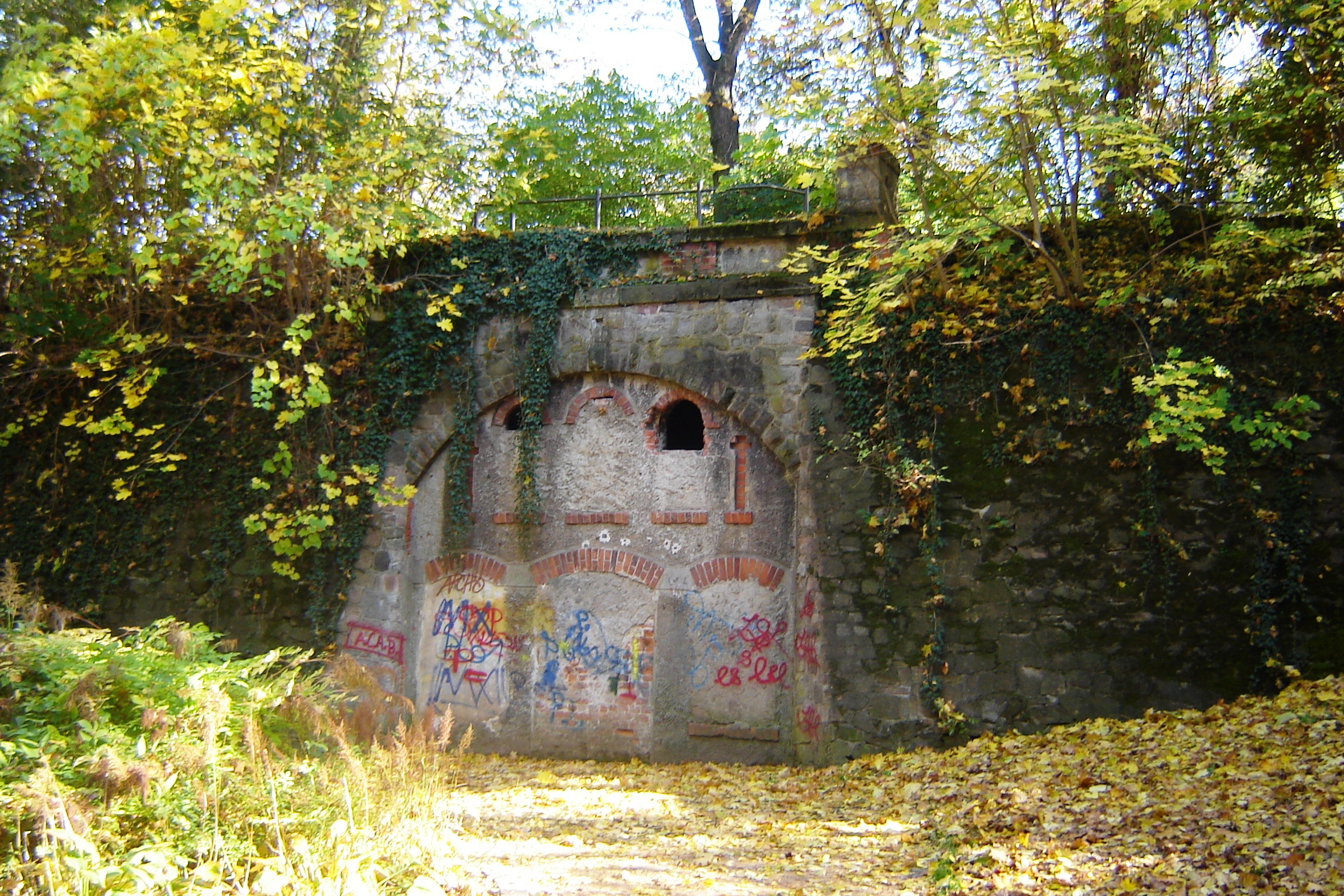
Reste der Bastion Braunschweig im heutigen Geschwister-Scholl-Park

Bei der Bastion Braunschweig handelt es sich um eine ehemalige denkmalgeschützte Befestigungsanlage im Magdeburger Stadtteil Alte Neustadt in Sachsen-Anhalt. Im örtlichen Denkmalverzeichnis ist sie seit dem 27. April 1994 unter der Erfassungsnummer 094 17407 als Baudenkmal verzeichnet.

## Allgemeines
Bei der Bastion Braunschweig handelte es sich um eine Verteidigungsanlage der Festung Magdeburg. Sie war Bestandteil der äußeren Enceinte zum Schutz des ca. 250 m südöstlich befindlichen Krökentores. Zusammen mit den Bastionen Cleve und Halberstadt sind die Reste der Bastion Braunschweig die einzigen oberirdischen Relikte der barocken Festungsbauten. Erhalten geblieben ist eine Wallanlage mit Kasematte, eine große Bruchsteinmauer mit einem großen vermauerten Torbogen.

## Geschichte
Die Bastion Braunschweig entstand in der Zeit von 1720 bis 1740 im Auftrag des Soldatenkönigs Friedrich Wilhelm I. als Teil der preußischen Festung Magdeburg. Im Zuge des Umbaues bzw. der Vereinfachung der Verteidigungswerke um 1800 wurde auch die Bastion Braunschweig umgestaltet. Man wollte damit die Verteidigungskraft für den sich anbahnenden Krieg erhöhen. Die Bastion wurde 1816 um ein Blockhaus und ein Pulvermagazin und mit der Einführung der Neupreußischen Festungsmanier ab 1850 um mehrere Traversen, Kasematten und Kaponinieren  erweitert. 1888 wurde der gesamte Bereich der sogenannten Nordfront aufgegeben und die Bastion Braunschweig 1890 teilweise abgerissen, um Platz für die dringend notwendige Stadterweiterung zu schaffen.
Zum 50. Jubiläum des Magdeburger Gartenbauvereins 1895 regte der damalige Magdeburger Gartendirektor Johann Gottlieb Schoch eine Gartenbauausstellung an. Eine Fläche von neun Hektar, zu der auch die Fläche der ehemaligen Bastion Braunschweig gehörte, wurde erworben und nach einjähriger Vorbereitungszeit wurde am 28. August 1895 die Ausstellung eröffnet. Bei der Gestaltung der Ausstellungsanlage wurden die noch nicht abgerissenen Teile der Bastion Braunschweig mit einbezogen, so dass sie heute noch zum Teil erhalten ist. Nach dem Ende der Ausstellung wurde 1897 ein Teil der Gartenbauausstellungsanlage nach einem weiteren Entwurf von Johann Gottlieb Schoch zu einem öffentlichen Park umgestaltet, dem Park an der Nordfront, ab 1901 Königin-Luise-Garten, heute Geschwister-Scholl-Park. Am Rande des Parkes entstanden zahlreiche Villen.

## Lage
Die Bastion Braunschweig befand sich an der sogenannten Nordwestfront der Festungsanlage Magdeburg, heute an der Kreuzung der Straßen Walter-Rathenau-Straße und Richard-Wagner-Straße.